# Otto I. (Oldenburg)
Otto I. von Oldenburg (* urkundlich bezeugt vor 1209; † 1251) war von 1233 bis 1243 alleiniger Graf von Oldenburg.

## Herkunft
Ottos Eltern waren der Graf Moritz I. von Oldenburg (um 1145–1209) und dessen Frau Salome von Hochstaden-Wickrath. Eine Urkunde Gerhards I., zu dieser Zeit Osnabrücker Bischof, bezeichnet ihn 1209 als Kleinkind. Daher ist davon auszugehen, dass Otto erst kurz vor 1209 geboren wurde.

## Leben
Nach dem Tod des Vaters 1209 folgte er offenbar gemeinsam mit seinem Bruder Christian II. (Oldenburg) (urkundlich bezeugt vor 1209–1233), stand aber offensichtlich bis 1233 hinter diesem zurück. Nach dessen Tod 1233 übernahm Otto die alleinige Herrschaft und war gleichzeitig Vormund seines Neffen Johann I. (Oldenburg). Ab 1243 beteiligte er diesen an der Herrschaft.
Er beteiligte sich am Stedingerkrieg, gewann hierbei Teile von Stedingen mit Moorriem, Holle und Elsfleth und sicherte seine Herrschaftsrechte in Landwürden und Lehe aus dem Erbe der Ende des 12. Jahrhunderts ausgestorbenen Grafen von Versfleth. Ottos Großvater Christian I. (um 1123–um 1167) hatte eine Gräfin von Versfleth geheiratet.
In Berne errichtete er eine Burg, die er nachweisbar seit 1242 nutzte. Durch diesen Bau sowie durch die Burg Lechtenburg reizte er die um die freie Schifffahrt auf der Weser besorgte Stadt Bremen. Daher mussten Otto und Johann Bremen 1243 zusichern, die Burg Lehe nur aus Holz und Erde, nicht aber aus Stein zu bauen. 1259 wurde sie zugunsten der inzwischen errichteten Burg Delmenhorst aufgegeben.
Otto bekriegte daneben auch Hoya und die Bischöfe von Münster, letztere wegen Lehensforderungen, und wurde Vogt des Bistums Bremen im Süderbrook (bei Lemwerder).
1244 stiftete er, gemeinsam mit Johann, ein Zisterzienserkloster in Menslage, das 1250 nach Börstel verlegt wurde. Die Verlegung war ein Anzeichen dafür, dass die Grafen ihren Besitz im nördlichen Osnabrücker Land gegen die Grafschaft Tecklenburg auf Dauer nicht halten konnten. Daher konzentrierte Otto seine Ambitionen auf den Raum an der unteren Hunte und Weser, beispielsweise indem er Fernhandel nach Oldenburg ziehen wollte, was aber nicht erfolgreich war.
Mit seinen Vettern der Wildeshausener Linie des Oldenburger Grafenhauses stritt Otto traditionell um Besitz und Rechte.

## Familie
Er heiratete Mechthild von Woldenberg. Die Tochter Salome heiratete 1238 Gerbert von den Grafen von Stotel. Mit seinem Sohn Heinrich († 1255) endete diese Linie.